# Аптон (Масачусетс)
Аптон (енгл. Upton) насељено је место без административног статуса у америчкој савезној држави Масачусетс.

## Демографија
По попису из 2010. године број становника је 3.013.
| Група             | 2000.    | 2010.         |
| Белци             | 0 (0,0%) | 2.838 (94,2%) |
| Афроамериканци    | 0 (0,0%) | 26 (0,9%)     |
| Азијати           | 0 (0,0%) | 57 (1,9%)     |
| Хиспаноамериканци | 0 (0,0%) | 62 (2,1%)     |
| Укупно            | 0        | 3.013         |